# Homogamie (sociologie)
Pour les articles homonymes, voir isogamie et homogamie (biologie).
L’homogamie, « homogamie sociale » ou isogamie est le fait de rechercher un conjoint dans le groupe social auquel on appartient, c'est-à-dire un conjoint dont le niveau social est équivalent au sien. On parle aussi d'homogamie de religion, de culture, d'opinion politique, d'âge, etc. Ce terme a pour antonyme l'hétérogamie.
L’homogamie est un déterminant social dans la formation du couple. Une enquête menée aux États-Unis entre 1939 et 2003 sur des étudiants montre l'évolution de ce facteur sociologique avec la réussite individuelle (éducation, ambition, intelligence) et l'homogamie de religion qui sont passés au premier plan. Selon la recherche sur le choix du conjoint fait par sociologue Alain Girard en 2012, les individus tendent à choisir un conjoint qui leur ressemble plutôt qu’un conjoint qui leur est dissemblable. L’appartenance sociale joue un grand rôle dans le choix des conjoints. L’étude « choix du conjoint et homogamie », menée en 1971 témoigne que l’emplacement géographique de l’individu dans les sociétés contemporaines conclut à une relative permanence des unions de couples d’une génération à l’autre. La proportion des personnes exerçant le même métier que leur père est plus forte que si la distribution des professions se faisait au hasard, ce qui fait que les conjoints tendent à s’associer à des partenaires de la même catégorie socioprofessionnelle que leurs parents.  L’homogamie peut être considérée comme un symptôme de la structure sociale. Pour que deux individus puissent former un couple, ils doivent nécessairement avoir eu l’occasion de se rencontrer et partager une perception commune du lieu, du moment et de la manière de le faire (Bozon et Héran, 2006, chap. 1 et 2 ; Kalmijn et Flap, 2001). Ils doivent donc présenter une certaine proximité spatiale et culturelle. Les lieux de rencontre sont importants pour mettre en union deux personnes.
L’homogamie se mesure à l’aide de plusieurs indicateurs. Les plus couramment utilisés pour former le couple sont; les professions des conjoints ou des parents respectifs, les diplômes, l’importance des lieux de naissance et l'état civil. Il y a deux types de liaisons distinguables entre l’amour et l’homogamie : les éléments qui définissent le cadre de l'interaction et déterminent les probabilités d'être mis en présence l'un de l'autre et les catégories de perception qui structurent les choix amoureux opérés. L'enquête « Formation des couples » confirme, que dans les 25 dernières années les couples ne se sont pas formés au hasard. Leur répartition en fonction des origines sociales suit une logique fortement homogame.

## L’homogamie culturelle
Le concept d’homogamie socio-ethnique à un rôle important dans les dimensions culturelles, sociales et sexuelles qui interviennent dans le choix conjugal des descendants d’immigrés. La pression sociale joue aussi un rôle dans l’homogamie des couples immigrés. Dans leurs pays d’origine, les mariages arrangés sont encore fréquents, mais pour ceux qui ont quitté leurs pays, ils se retrouvent avec une « double contrainte » en choisissant leur partenaire parce qu’ils doivent respecter les attentes du groupe familial avec leurs choix et des pratiques contemporaines de la société. Le groupe familial aura tendance à prioriser un conjoint du même groupe lignager ou de même nationalité pour conserver l’identité culturelle et la transmission intergénérationnelle.  

## Le succès du mariage
Selon l’étude « Le choix du conjoint », le succès du mariage dépend plus du moment où l’on se marie que de la personne qu’on épouse. Les mariages entre personnes d’ethnicité, de nationalité ou de religions différentes, sont plus vulnérables à la rupture que les mariages homogames. L’homogamie socio-professionnelle et la consanguinité des époux sont liées de façon ambiguë. Au fil du temps, des unions se créent entre des membres de la même communauté ce qui favorise, au sein d'un même village, des mariages consanguins. Le succès du mariage réside plus sur l’homogamie que sur le lieu géographique. En effet, l’homogamie amène les individus à briser leur isolement géographique : plutôt un mariage dans sa classe, en dehors du village, qu'une mésalliance.